# Banahaw
El monte Banahaw es uno de los volcanes activos en Filipinas. Se sitúa a la frontera entre las provincias de La Laguna y Quezón. Tiene una altitud de 2.158 m. Su última erupción fue alrededor del año 1909.
El volcán y su medio ambiente se consideran sagrados por los residentes locales a causa de su agua bendita, que supuestamente tiene cualidades benéficas, que viene desde fuentes locales y sus lugares santos, llamados puestos. Estos sitios pueden ser rocas, cuevas o fuentes donde están erigidos estatuas, y fueron revelados al hombre durante la época colonial española por unas "santas voces."